# Giovanna Salazar
Giovana de Jesús Salazar Quintana (La Paz, Bolivia; 25 de diciembre de 1992) es una abogada, modelo y presentadora de televisión boliviana. Fue elegida Miss La Paz 2015, logrando representar al departamento de La Paz en el Miss Bolivia 2015, principal certamen de belleza del país.

## Biografía
Giovana Salazar nació en la ciudad de La Paz el 25 de diciembre de 1992. Es hija de Miguel Ángel Salazar y Adriana Quintana. Hizo sus estudios primarios y secundarios en sus ciudad natal. Cabe mencionar que Giovana Salazar tiene su hermana gemela Adriana Salazar.
En 2006, a sus 16 años, incursionó en el modelaje, primeramente modelando para boutiques y luego como modelo independiente. Continuó con sus estudios superiores ingresando en 2011 a la carrera de derecho de la Universidad de Los Andes. 
Vivió durante tres años en la ciudad de Santa Cruz de la Sierra en donde participó en el concurso de belleza de la Reina de la Caña (llegó a ser finalista) y como modelo en la EXPOCRUZ. 
En 2013, incursionó en la televisión en el canal Megavisión y luego como bailarina en el programa de canto "Siga la Letra" del canal PAT en la ciudad de Santa Cruz de la Sierra, además de estar haciendo algunos sketch cómicos en esa urbe.
El 27 de enero de 2014, empezó como conductora de farándula del programa matutino "Hola País", emitido desde la ciudad de La Paz del canal PAT. Salazar trabajó en ese programa junto a Eddy Luis Franco, Erick Arauco, Dianara Unzueta, Natalia Girard y junto también a Lorena Bandin. Salazar trabajo también en una concesionaria de automóviles de La Paz.
El 13 de mayo de 2015 fue presentada oficialmente a los medios junto a otras diez candidatas, como postulante al Miss La Paz de ese año. 
El 5 de junio de 2015, se llevó a cabo el Miss La Paz, certamen de belleza más importante de la ciudad y del departamento. Este concurso fue realizado en los salones Castela, de la zona de Cota Cota (Zona Sur de la urbe). Cabe mencionar que el certamen recayó en la organización de la empresa K&k Management Promotion, luego de 14 años de su salida, siendo su última vez el año 2001. 
De entre las diez candidatas, Giovana Salazar, salió ganadora al ser elegida como Miss La Paz 2015, logrando representar de esta manera al departamento de La Paz en el Miss Bolivia 2015. Junto a ella salió también ganadora Daniela Moscoso como Srta La Paz 2015 y Jenifer Avaroma como Miss Litoral 2015.  
Actualmente es abogada de profesión de la universidad Utepsa.
El 27 de julio de 2015, Salazar participó del Miss Bolivia 2015, representando al Departamento de La Paz. Pero debido a un comentario que dio como respuesta a una pregunta, Salazar fue duramente criticada por las redes sociales. Cuando el jurado del certamen le preguntó su opinión sobre las personas que no les gustan los concursos de belleza, ella respondió en vivo lo siguiente:

"Los certámenes de belleza están hechos para personas que les gustan los certámenes de belleza. Por ejemplo a mí me gusta el Fútbol y no el Básquet."
Miss La Paz 2015 Giovanna Salazar, (27 de julio de 2015).

Después de haber realizado este comentario, las redes sociales en diferentes partes de Bolivia empezaron a criticarla por falta de coherencia en sus ideas. A la vez muchas personas también llegaron a la conclusión, sobre el nerviosismo que tal vez haya sentido la participante ante tanta expectación a nivel nacional, pese a estar entre las candidatas favoritas para la corona del Miss Bolivia 2015.
Cabe recordar que sus declaraciones causaron revuelo a nivel nacional e internacional, así como también le había sucedido 11 años atrás a la Miss Bolivia 2003 Gabriela Oviedo.